# Higinio Ovalle
Higinio Ovalle Bethancourt (Quetzaltenango, 1905-1981) es un marimbista y compositor de Guatemala.

## Vida
Desde niño fue integrante de la Marimba fundada por su padre José Cornelio Ovalle y dirigida posteriormente por su hermano mayor Benedicto Ovalle. Con esta marimba se presentó en 1915 ante el presidente Manuel Estrada Cabrera en la Ciudad de Guatemala. Más tarde fue integrante con sus hermanos Benedicto y Eustorgio de la Marimba Estrella Altense, con la cual difundieron su música por la Radio Morse. En 1937 emigraron a la Ciudad de Guatemala, donde se dedicaron a amenizar proyecciones de películas de cine mudo. Al poco tiempo de llegar, Higinio Ovalle fue nombrado sucesor de Mariano Valverde como director de la Marimba Maderas de mi Tierra, de enorme prestigio nacional e internacional. Con ella se presentó en la inauguración del puente Golden Gate en San Francisco, California, en 1939. En una segunda etapa frente a esa marimba (1956-1973), Higinio Ovalle introdujo obras clásicas de gran dificultad al repertorio, y se presentó en América del Norte y del Sur, Europa y Europa Oriental.

## Composiciones seleccionadas
- Cristo Negro, son
- Volcán Santa María, son
- San Francisco, foxtrott
- Chichicaste, son
- Fraternidad quetzalteca
- Navidad
- Ofrenda
- Recuerdos quetzaltecos
- Turismo guatemalteco, guarimba
- Cuqui
- Isabel, danzón
- Paquito